# Sant’Elia Fiumerapido
Sant’Elia Fiumerapido település Olaszországban, Lazio régióban, Frosinone megyében. Lakosainak száma 5690 fő (2023. január 1.). Sant’Elia Fiumerapido Belmonte Castello, Cassino, Cervaro, San Biagio Saracinisco, Terelle, Vallerotonda, Villa Latina és Picinisco községekkel határos.

## Népesség
A település lakossága az elmúlt években az alábbi módon változott:
| Lakosok száma | 6112 | 6048 | 5690 |
|               | 2017 | 2018 | 2023 |